# Damaru
Damaru – obrzędowy bębenek, powszechny w kultach tradycji tantrycznych i jogicznych; w Indiach związany z kultem Śiwy. Ma kształt klepsydry. Korpus instrumentu jest drewniany lub metalowy, membrany skórzane; niekiedy wykonywany jest z dwóch ściętych czaszek ludzkich połączonych szczytami i obustronnie obciągniętych skórą. W przewężeniu umocowane są na sznurkach dwie kuleczki, które przy potrząsaniu uderzają o membrany.